# フクロウ大学
『フクロウ大学』は、池袋(豊島区)とサブカルをテーマにした教養バラエティ番組である。

## 概要
池袋(豊島区)とサブカルをテーマに、毎回その道のプロフェッショナルをゲストを迎え、MCであるシンガーソングライターの進音が、その世界観や話題をお酒を酌み交わしながら語り合う番組である。
また、メンバーがレポーターとして、池袋(豊島区)のディープスポットを紹介するコーナー「フクロウウォーカー」があり、地域密着型の取材を行っている。
2017年11月から、新しく加入した井村麻美、DIO、天野恵らとゲストコメンテーターを入れたスタジオトークする企画がスタート。現在までにゲスト、プレゼンテーション、ディスカッション、ゲームの4つのレギュラーカテゴリーが存在する。
放送開始当初は池袋にあるヲタバーバナナボンゴにて放送を行っていたが、2017年「夏の心霊特集」から人形町にある株式会社キッズプレートへ移動、同年10月より大久保にある現在の株式会社ジークルーズに至る。
2018年4月5日(木)に放送された春の総集編2018にて、森奥愛の降板、TAROの監修への異動が発表され、スタジオメンバーと取材メンバーが、同一レギュラーとして統合された。
2018年5月12日(土)、13(日)と番組初となるコラボとして「TAKATA-FESTA in 熱海 2018」が熱海で開催され、総合司会に進音、上原すずが決定。また、マルシェレポーターとして井村麻美、天野恵、DIOが参加。同イベントの放送にて、FRESH！部門別瞬間ランキングにて1日目の12(土)が総合2位、2日目の13(日)で総合1位を獲得した。
2018年10月池袋(豊島区)のディープスポットを紹介するコーナー名が「フクロウウォーカー」に決定。
2018年11月1日(木)に放送された秋の総集編2018にて、天野恵、上原すずの降板が発表され、TAROの監修終了が決定した。
2018年11月14(水)～16(金)幕張メッセで開催された国際放送機器展示会「Inter BEE 2018」にて、アストロデザイン(株)のライブ配信ブース・メインホストに進音(シンガーソングライター)、小村明生(レーサー)、渡邊千奈津(女優)がフクロウ大学として出演。
2018年12月15日(土)、再びコラボとして「TAKATA-FESTA in マリンスパあたみ 2018」が熱海で開催され、総合司会・音楽LIVEに進音、アシスタントMCに井村麻美が出演。 同イベントの放送にて、FRESH！部門別瞬間ランキング12/15(土)にて総合1位を獲得した。
2019年2月7(木)にFRESH LIVEのサービス終了に伴い｢フクロウ大学 FRESH LIVE 卒業スペシャル」が放送、同時に2カ月間の充電期間を置くことが発表がされた。
2019年2月14日(木)～3月28日(木)「フクロウ大学」充電期間中に、Facebookにてメンバー・研修生だけによる「フクロウ予備校」が限定放送された。
2019年4月4日(木)YouTube LIVEにてリニューアルスタート、同時にサリー、渡邉千奈津の降板が発表された。
2019年8月15日(木)、コラボとして「ドラゴンキッチン in ひするま 2019」が渋川で開催され、総合司会・音楽LIVEに進音、アシスタントMCに茜音里奈が出演。
2019年11月7(木)に放送された秋の総集編2019にて、茜音里奈のレギュラー昇格、Yutaの候補生（準レギュラー）入りが発表された。
2019年12月5日(木)～2020年7月30日(木)、MC進音の体調不良と再びの充電期間を設ける為「フクロウ大学」休校へ。
同期間内はFacebookにてメンバーよる「フクロウ予備校」が限定放送された。
2020年4月、7月研修生だった榎なつみ、Yutaが卒業を発表。
2020年8月6日(木)、「フクロウ大学」復活、リスタート。
2020年11月に番組終了が告げられ、12月3日(木)の卒業式スペシャルにて4年間の放送を終える。

## 出演者

### MC
- 進音（シンガーソングライター）

### レギュラー
- 井村麻美（タレント）
- DIO（ラジオパーソナリティ）
- [1]小村明生（レーシングドライバー）
- 茜りな（モデル）

### 卒業メンバー
- TARO（ダンサー）
- 森奥愛（ダンサー）
- 上原すず（声優）
- 天野恵（インストラクター）
- サリー（ダンサー）
- 渡邉千奈津（俳優）
- 榎なつみ（俳優）
- YUTA（シンガー）

## 放送データ
| 放送回       | 放送日         | カテゴリー           | ゲスト名・企画名                                                 | 池袋ディープスポット                   |
| ------------ | -------------- | -------------------- | ---------------------------------------------------------------- | -------------------------------------- |
| 第1回        | 2016年12月8日  | ゲストトーク         | DIO（元総合格闘家）                                              | 魚波（池袋東口港）                     |
| 第2回        | 2016年12月15日 | ゲストトーク         | 薫稟（ソウルヒーラー・占師）                                     | ジャパンＯ･Ｎ･Ｏミュージックアカデミー |
| 第3回        | 2016年12月22日 | ゲストトーク         | 茂出木謙太郎（VRクリエイター）                                   | 池袋東口散策                           |
| 第4回        | 2016年12月29日 | ゲストトーク         | ヒープー（便利屋）                                               | 韓二郎（池袋西口店）                   |
| 第5回        | 2017年1月5日   | ゲストトーク         | 白神じゅりこ（オカルト作家）                                     | 漢方和牛とかき小屋 四喜                |
| 第6回        | 2017年1月12日  | ゲストトーク         | ハブ僧（パチンコ・パチスロライター）                             | リリーボーテ                           |
| 第7回        | 2017年1月19日  | ゲストトーク         | ショコラメルト（LGBTアーティスト）                               | くしや串元                             |
| 第8回        | 2017年1月26日  | ゲストトーク         | REON（ウクレレ奏者）                                             | 池袋路上アーティスト                   |
| 第9回        | 2017年2月2日   | ゲストトーク         | 村田紘子（カクテル案内人）                                       | バナナボンゴ                           |
| 第10回       | 2017年2月9日   | ゲストトーク         | 上原すず（声優）                                                 | 池袋の風                               |
| 第11回       | 2017年2月16日  | ゲストトーク         | 瀧澤寛（指揮者）                                                 | 英福                                   |
| 第12回       | 2017年2月23日  | ゲストトーク         | 睦月翔子（花文字作家）                                           | 韓二郎（池袋西口店）                   |
| 第13回       | 2017年3月2日   | ゲストトーク         | 小林かおる（顔ヨガインストラクター）                             | アガリコ                               |
| 第14回       | 2017年3月9日   | ゲストトーク         | 茶田勉（TAKATA-FESTA実行委員長）                                 | Liebe                                  |
| 第15回       | 2017年3月16日  | ゲストトーク         | 梶野俊太郎（保険代理業）                                         | 生放送限定の為なし                     |
| 第16回       | 2017年3月23日  | ゲストトーク         | 本間多恵（女優/プロレスラー）                                    | ゴッチス                               |
| 第17回       | 2017年3月29日  | ゲストトーク         | 村川恭介（日本火星協会理事長）                                   | REGAL                                  |
| 総集編       | 2017年4月6日   | スペシャル           | 春の総集編2017（第1回～第17回）                                  | なし                                   |
| 第18回       | 2017年4月13日  | ゲストトーク         | 岡田千尋（アニマルライツセンター代表）                           | AMO                                    |
| 第19回       | 2017年4月20日  | ゲストトーク         | 平野修也（アクアアスリート）                                     | 五感                                   |
| 第20回       | 2017年4月27日  | ゲストトーク         | 井村麻美（元レースクイーン/育成講師）                            | TATTORIA                               |
| 第21回       | 2017年5月4日   | ゲストトーク         | アボカズヒロ（DJ/ミュージシャン）                                | 健康堂接骨院                           |
| 第22回       | 2017年5月11日  | ゲストトーク         | 容極導与（陰陽師）                                               | 和ビストロ ほたる                      |
| 第23回       | 2017年5月18日  | ゲストトーク         | 中川健（鍼灸師・院長）                                           | sprout                                 |
| 第24回       | 2017年5月25日  | ゲストトーク         | 佐藤陽子（ポスチュアスタイリスト）                               | 炙緑                                   |
| 第25回       | 2017年6月1日   | ゲストトーク         | 久保田祐司（津軽三味線奏者）                                     | ボアドック                             |
| 第26回       | 2017年6月8日   | ゲストトーク         | 鈴木里沙（俳優/演劇講師/演出家）                                 | タイトーステーション（池袋西口店）     |
| 第27回       | 2017年6月15日  | ゲストトーク         | 寺本康之（予備校講師）                                           | サンシャイン水族館                     |
| 第28回       | 2017年6月22日  | ゲストトーク         | 月花蜜（第六感タロット占師）                                     | 池袋路上アーティスト                   |
| 第29回       | 2017年6月29日  | ゲストトーク         | 大山貴善（尺八演奏者）                                           | 絶対空間                               |
| 総集編       | 2017年7月6日   | スペシャル           | 夏の総集編2017（第18回～第29回）                                 | なし                                   |
| 第30回       | 2017年7月13日  | ゲストトーク         | 平山雄一（音楽評論家/俳人）                                      | 草津温泉                               |
| 第31回       | 2017年7月20日  | ゲストトーク         | 柳楽詠人（下町もんじゃ焼きらくらく・店主）                       | TUCANO’S（前編）                       |
| 第32回       | 2017年7月27日  | ゲストトーク         | 嶌田竜也（不動産購入準備コンサルタント）                         | TUCANO’S（後編）                       |
| 第33回       | 2017年8月3日   | 心霊特集             | 容極導与（陰陽師）                                               | 雑司ヶ谷霊園                           |
| 第34回       | 2017年8月10日  | 心霊特集             | 白神じゅりこ（オカルト作家）                                     | 南池袋公園                             |
| 第35回       | 2017年8月17日  | ゲストトーク         | CutiePaiまゆちゃん（シンガーソングライター）                     | Bar LIBRE                              |
| 第36回       | 2017年8月24日  | ゲストトーク         | 宮本真倫（スタイリスト）                                         | 巣鴨とげぬき地蔵                       |
| 第37回       | 2017年8月31日  | ゲストトーク         | 山本マサヤ（メンタリスト）                                       | スタジオワークル                       |
| 第38回       | 2017年9月7日   | ゲストトーク         | 千種伸彰（プロデューサー/中小企業診断士）                        | 魚波（池袋西口港）                     |
| 第39回       | 2017年9月14日  | ゲストトーク         | 相見薫（交通事故解析・鑑定人）                                   | ボアドック(肉フェス)                   |
| 第40回       | 2017年9月21日  | ゲストトーク         | 望月千恵（フリーアナウンサー/MC）                                | ビストロ ロティット                    |
| 第41回       | 2017年9月28日  | ゲストトーク         | 柴田綾香（表に立たない歌の人）                                   | Anfida Personal Gym                    |
| 第42回       | 2017年10月12日 | ゲストトーク         | 天野恵（ペルビックストレッチマスターインストラクター）           | ふくろ祭り2017（東京よさこい）         |
| 第43回       | 2017年10月19日 | ゲストトーク         | 小村明生（レーシングドライバー）                                 | 雑司ヶ谷御会式                         |
| 第44回       | 2017年10月26日 | ゲストトーク         | 春風亭吉好（落語家）                                             | 椎名島（前編）                         |
| 第45回       | 2017年11月2日  | ディスカッション     | イカラナイト！（進音企画）                                       | 椎名島（後編）                         |
| 第46回       | 2017年11月9日  | ゲストトーク         | 瀬尾純子（臨床心理療法士）                                       | 椎名町ハロウィン2017                   |
| 第47回       | 2017年11月16日 | ゲストトーク         | 村上克司（工業デザイナー）                                       | 目白庭園                               |
| 第48回       | 2017年11月23日 | ディスカッション     | ラブナイト！                                                     | 和ビストロ ほたる                      |
| 第49回       | 2017年11月30日 | ディスカッション     | シャチョサンナイト！                                             | バードウォッチング句会                 |
| アワード     | 2017年12月7日  | スペシャル           | フクロウアワード2017                                             | なし                                   |
| 第50回       | 2017年12月14日 | プレゼンテーション   | シネマナイト！                                                   | FABRIC                                 |
| 第51回       | 2017年12月21日 | ディスカッション     | ヘルス＆ビューティーナイト！                                     | フクロウアワード2017（秘蔵映像）       |
| 第52回       | 2017年12月28日 | プレゼンテーション   | 俳句ナイト！                                                     | 魚波（椎名町港）                       |
| 第53回       | 2018年1月4日   | ゲーム               | ゲームナイト！                                                   | 巣鴨地蔵通り初詣（前編）               |
| 第54回       | 2018年1月11日  | ゲストトーク         | 三木龍馬（プロゴルファー）                                       | いけもふ（前編）                       |
| 第55回       | 2018年1月18日  | ディスカッション     | イカラナイト！ 第2弾～電車マナー編～（進音企画）                 | いけもふ（後編）                       |
| 第56回       | 2018年1月25日  | ゲストトーク         | 脇田みき（税理士）                                               | RAKTHAI                                |
| 第57回       | 2018年2月1日   | ディスカッション     | グルメナイト！                                                   | D.D.R（池袋店）                        |
| 第58回       | 2018年2月8日   | ゲストトーク         | 木村洋一（食の6次産業化プロデューサー）                          | 池袋乙女ロード                         |
| 総集編       | 2018年2月15日  | スペシャル           | ショップ総集編（第1回～第49回）                                  | なし                                   |
| 第59回       | 2018年2月22日  | ゲストトーク         | 柴田ヒロキ（ジャパンビンテージギター愛好家）                     | 人狼村                                 |
| 第60回       | 2018年3月1日   | ゲストトーク         | なっちー（大家業）                                               | ムジークフェスト2018                   |
| 第61回       | 2018年3月8日   | ゲストトーク         | 吉見香菜（婚活カウンセラー）                                     | 酒処 ひ暮し                            |
| 第62回       | 2018年3月15日  | ゲーム               | スニッパーズ＆ボンバーマン対決（進音企画）                       | BAR AJITO                              |
| 第63回       | 2018年3月22日  | ゲストトーク         | R★Holics（お酒大好き大人女子ユニット）                           | VR PARK TOKYO（池袋店）                |
| 第64回       | 2018年3月29日  | ディスカッション     | ドライバー＆レースクイーン座談会（小村明生企画）                 | 法明寺（さくら祭り）                   |
| 総集編       | 2018年4月5日   | スペシャル           | 春の総集編2018（第42回～第64回）                                 | なし                                   |
| 第65回       | 2018年4月12日  | ディスカッション     | 緊急企画会議                                                     | サクラカフェ＆レストラン               |
| 第66回       | 2018年4月19日  | ディスカッション     | 男の不満vs女の怒り（DIO企画）                                    | SEDONA                                 |
| 第67回       | 2018年4月26日  | ゲストトーク         | 辻幸一郎（辻安全食品株式会社）                                   | Cat Cafe ねころび                      |
| 第68回       | 2018年5月3日   | ゲストトーク         | 茶田勉、長沢聡（TAKATA-FESTA）                                   | 探偵カフェ                             |
| 第69回       | 2018年5月10日  | ディスカッション     | ゆる～く話す学校の話                                             | 劇団放課後ランナー                     |
| イベント     | 2018年5月12日  | コラボ               | TAKATA-FESTA in 熱海 2018 1日目                                  | なし                                   |
| イベント     | 2018年5月13日  | コラボ               | TAKATA-FESTA in 熱海 2018 2日目                                  | なし                                   |
| 第70回       | 2018年5月17日  | ゲストトーク         | 奏メイナ（真琴奏者）                                             | なし                                   |
| 第71回       | 2018年5月24日  | ディスカッション     | 宇宙を語ろう（進音企画）                                         | 筑波サーキット                         |
| 第72回       | 2018年5月31日  | ゲストトーク         | 坂元亮介（超電子バイオマン・レッドワン/俳優・歌手）              | スーパーポテト                         |
| 第73回       | 2018年6月7日   | ディスカッション     | フクロウジャッジ（井村麻美企画）                                 | もうやんカレー                         |
| 第74回       | 2018年6月14日  | ゲストトーク         | 福士夏子（和太鼓奏者）                                           | なし                                   |
| 第75回       | 2018年6月21日  | ゲーム               | 適当ソング選手権（進音企画）                                     | 映像居酒屋 ロボ基地                    |
| 第76回       | 2018年6月28日  | ゲストトーク         | 福島一雅（ライズシティクリニック院長）                           | 美容室 CroNoss                         |
| スピンオフ   | 2018年6月29日  | ゲーム実況           | エイリアン・アイソレーション Vol.1（進音企画）                   | なし                                   |
| 第77回       | 2018年7月5日   | スペシャル           | 真夏の中間試験                                                   | なし                                   |
| 第78回       | 2018年7月12日  | ゲストトーク         | 松岡誠（仮想通オタク）                                           | SARY 韓国訪問記                        |
| 第79回       | 2018年7月19日  | ゲストトーク         | グレート義太夫（たけし軍団）                                     | 北東製粉                               |
| 第80回       | 2018年7月26日  | ゲーム               | 対決！ゲーム部vsレース部（小村明生企画）                         | くさやバー                             |
| スピンオフ   | 2018年7月27日  | ゲーム実況           | エイリアン・アイソレーション Vol.2（進音企画）                   | なし                                   |
| 総集編       | 2018年8月2日   | スペシャル           | 夏の総集編2018（第65回～第80回）                                 | なし                                   |
| 第81回       | 2018年8月9日   | 心霊特集             | 怖い話                                                           | 赤門夏市（前編）                       |
| 第82回       | 2018年8月16日  | ディスカッション     | 企画会議                                                         | なし                                   |
| 第83回       | 2018年8月23日  | ディスカッション     | フクロウジャッジ 第2弾（井村麻美企画）                           | 赤門夏市（後編）                       |
| 第84回       | 2018年8月31日  | ゲーム               | ねぇあれ描いてみて対決（進音企画）                               | なし                                   |
| スピンオフ   | 2018年8月31日  | ゲーム実況           | エイリアン・アイソレーション Vol.3（進音企画）                   | なし                                   |
| 第85回       | 2018年9月6日   | プレゼンテーション   | 防災会議（天野恵企画）                                           | 豊島区防災館                           |
| 第86回       | 2018年9月13日  | ゲストトーク         | 島崎瑠未子（銀座クラブママ）                                     | なし                                   |
| 第87回       | 2018年9月20日  | ディスカッション     | イカラナイト！ 第3弾～お店編～（進音企画）                       | 駄菓子バー                             |
| 第88回       | 2018年9月27日  | ゲストトーク         | 天田憲明（格闘漂流家）                                           | ちとせ会館                             |
| スピンオフ   | 2018年9月28日  | ゲーム実況           | エイリアン・アイソレーション Vol.4（進音企画）                   | なし                                   |
| 第89回       | 2018年10月4日  | ディスカッション     | メンズナイト                                                     | なし                                   |
| スピンオフ   | 2018年10月5日  | ゲーム実況           | エイリアン・アイソレーション Vol.5（進音企画）                   | なし                                   |
| 第90回       | 2018年10月11日 | ゲストトーク         | 今井優輔（市議会議員）                                           | 個室居酒屋6年4組                       |
| 第91回       | 2018年10月18日 | ゲーム               | それは言っちゃダメ選手権                                         | 酒蔵力（池袋西口店）                   |
| 第92回       | 2018年10月25日 | ゲストトーク         | 鶴間恵理（デザイナー・コネクター）                               | 足立屋煎豆店                           |
| 総集編       | 2018年11月1日  | スペシャル           | 秋の総集編2018（第81回～第92回）                                 | なし                                   |
| 第93回       | 2018年11月8日  | ゲストトーク         | 神崎なお（しょこたん本人公認そっくりさん）                       | 椎名町ハロウィン2018                   |
| 第94回       | 2018年11月15日 | ディスカッション     | 企画会議                                                         | やきとり番番                           |
| 第95回       | 2018年11月22日 | ゲストトーク         | 諸岡正明（元プロボクサー）                                       | なし                                   |
| 第96回       | 2018年11月29日 | ゲーム               | それ言っちゃダメ選手権 第2弾                                     | なし                                   |
| アワード     | 2018年12月6日  | スペシャル           | フクロウアワード2018                                             | なし                                   |
| イベント     | 2018年12月15日 | コラボ               | TAKATA-FESTA in マリンスパあたみ 2018                            | なし                                   |
| 第97回       | 2018年12月13日 | ゲストトーク         | 高橋万太郎（職人醤油代表）                                       | なし                                   |
| 第98回       | 2018年12月20日 | ゲストトーク         | 2代目東京コミックショウ（お笑い芸人）                            | なし                                   |
| 第99回       | 2018年12月27日 | ディスカッション     | フクロウ大学的ゆく年くる年                                       | クロサワ楽器                           |
| 第100回      | 2019年1月3日   | ゲーム               | フクロウ新春ゲーム大会！                                         | なし                                   |
| 第101回      | 2019年1月10日  | ディスカッション     | フクロウ関ヶ原！天下分け目の東西対決！                           | なし                                   |
| 第102回      | 2019年1月17日  | プレゼンテーション   | シネマナイト！第2回                                              | MAHR池袋店                             |
| 第103回      | 2019年1月24日  | ディスカッション     | 勝手に答える人生相談                                             | HAND de GOOD                           |
| 第104回      | 2019年1月31日  | ゲストトーク         | 伊藤剛（株式会社アイラボ代表）                                   | なし                                   |
| 卒業回       | 2019年2月7日   | スペシャル           | フクロウ大学 FRESH LIVE 卒業スペシャル                           | なし                                   |
| リニューアル | 2019年4月4日   | スペシャル           | 豊島区を考えると日本が見えるSP/小林弘明(豊島区議会議員)          | Youは何しに池袋へ？                    |
| 第105回      | 2019年4月11日  | スペシャル           | フクロウ寄席～福笑い芸人大会～（進音企画）                       | なし                                   |
| 第106回      | 2019年4月18日  | ゲーム               | ゲーム部に挑戦！ニンテンドークラシックミニ対決                   | 豊島区桜巡り                           |
| 第107回      | 2019年4月25日  | ゲストトーク         | 尾崎隼一郎（Peach株式会社代表）                                  | コマワリキッチン                       |
| 第108回      | 2019年5月2日   | ディスカッション     | 勝手に人生相談 第2弾                                             | なし                                   |
| 第109回      | 2019年5月9日   | ゲストトーク         | 大向裕人（ワールドワイドヲタク）                                 | シャンピオンヌ                         |
| 第110回      | 2019年5月16日  | ディスカッション     | フクロウジャッジ 第3弾（井村麻美企画）                           | Youは何しに池袋へ？                    |
| 第111回      | 2019年5月23日  | ゲストトーク         | 利田帯造（藤二商会代表）                                         | あうるぱーく                           |
| 第112回      | 2019年5月30日  | ゲーム               | それ言っちゃダメ選手権 第3弾                                     | Youは何しに池袋へ？                    |
| 第113回      | 2019年6月6日   | ディスカッション     | イカラナイト！第4弾（進音企画)                                   | Youは何しに池袋へ？                    |
| 第114回      | 2019年6月13日  | ゲストトーク         | 宇藤薫（セコメディック病院/救急部部長）                          | なし                                   |
| 第115回      | 2019年6月20日  | スペシャル           | 交通事故スペシャル                                               | 街角インタビュー                       |
| 第116回      | 2019年6月27日  | ゲストトーク         | 吉沢協平（Kプロデュース株式会社代表）                            | なし                                   |
| 第117回      | 2019年7月4日   | スペシャル           | メンバー格付け中間テスト2019（学編）                             | なし                                   |
| 第118回      | 2019年7月11日  | ゲストトーク         | 榎本澄雄（元刑事/株式会社kibi代表）                              | なし                                   |
| 第119回      | 2019年7月18日  | スペシャル           | メンバー格付け中間テスト2019（笑編）                             | なし                                   |
| 第120回      | 2019年7月25日  | ゲストトーク         | 横瀬聡美（保育士/自己愛育成アドバイザー）                        | 赤門夏市2019（前半）                   |
| 総集編       | 2019年8月1日   | スペシャル           | 夏の総集編2019（リニューアル～第120回）                          | なし                                   |
| 第121回      | 2019年8月8日   | 心霊特集             | 白神じゅりこ（新感覚オカルト作家）                               | 赤門夏市2019（後半）                   |
| イベント     | 2019年8月15日  | コラボ               | ドラゴンキッチン in ひするまキャンプ場 2019                      | なし                                   |
| 第122回      | 2019年8月22日  | ゲストトーク         | 浅野真帆（川上産業株式会社/お客様係）                            | なし                                   |
| 第123回      | 2019年8月29日  | ゲストトーク         | 光伸春（作家）                                                   | ドラゴンキッチン2019（前半）           |
| スピンオフ   | 2019年8月30日  | ゲーム実況           | バイオハザード7 Vol.1（進音企画）                                | なし                                   |
| 第124回      | 2019年9月5日   | ディスカッション     | 勝手に人生相談 第3弾                                             | ドラゴンキッチン2019（後半）           |
| 第125回      | 2019年9月12日  | ゲーム               | 心理テスト（進音企画）                                           | ping-pong ba                           |
| 第126回      | 2019年9月19日  | ゲーム               | ねぇあれ描いてみて対決 第2弾（進音企画）                         | ping-pong ba                           |
| 第127回      | 2019年9月26日  | ゲストトーク         | 中村詩織（食育スペシャリスト）                                   | 椎名町ハロウィン2018（再）             |
| スピンオフ   | 2019年9月27日  | ゲーム実況           | バイオハザード7 Vol.2（進音企画）                                | なし                                   |
| 第128回      | 2019年10月3日  | ゲーム               | それ言っちゃダメ選手権 第4弾                                     | なし                                   |
| 第129回      | 2019年10月10日 | 秋のスペシャル第1弾  | メンタリズム体験！マサヤアンビリーバボー（進音＆山本マサヤ企画） | なし                                   |
| 第130回      | 2019年10月17日 | 秋のスペシャル第2弾  | フクロウ寄席～秋の芸人大会～（進音企画）                         | なし                                   |
| 第131回      | 2019年10月24日 | ゲーム               | 意外と知らない違いの大辞典                                       | なし                                   |
| 第132回      | 2019年10月31日 | ゲストトーク         | キム・ギオク（キムズキッチンオーナー）                           | 椎名町ハロウィン2019                   |
| 総集編       | 2019年11月7日  | スペシャル           | 秋の総集編2019（第121回～第132回）                               | なし                                   |
| 第133回      | 2019年11月14日 | ディスカッション     | 企画会議                                                         | なし                                   |
| 第134回      | 2019年11月21日 | ゲーム               | 意外と解けない なぞなぞチャレンジ                                | なし                                   |
| アワード     | 2019年12月5日  | スペシャル           | フクロウアワード2019                                             | なし                                   |
| リスタート   | 2020年8月6日   | スペシャル           | ゲームで祝う復活祭！                                             | モルックの不思議な魅力に迫る           |
| 第135回      | 2020年8月13日  | 心霊特集             | 白神じゅりこ（新感覚オカルト作家）                               | なし                                   |
| 第136回      | 2020年8月20日  | セミナー             | 心理学で考える恋愛相談（講師：山本マサヤ）                       | なし                                   |
| 第137回      | 2020年8月27日  | ゲストトーク         | ガースケ（けん玉セラピスト）                                     | モルック取材                           |
| 第138回      | 2020年9月3日   | ゲーム               | それ言っちゃダメ選手権 第5弾                                     | 軍鶏一（東京池袋店）                   |
| 第139回      | 2020年9月10日  | ディスカッション     | イカラナイト第5弾（進音企画)                                     | なし                                   |
| 第140回      | 2020年9月17日  | セミナー             | 勉強好きな子供を育てる（講師：椎名寛依）                         | なし                                   |
| 第141回      | 2020年9月24日  | ゲストトーク         | もてぎ弘二（俳優・映画監督）                                     | なし                                   |
| 第142回      | 2020年10月1日  | プレゼンテーション   | フクロウ課題図書                                                 | なし                                   |
| 第143回      | 2020年10月8日  | セミナー             | 経験ゼロからの飲食店開業は本当に出来るのか？（講師：石川嘉彦）   | 日本卵かけご飯研究所                   |
| 第144回      | 2020年10月15日 | ディスカッション     | 埋められない！ジェネレーションギャップの壁（井村麻美企画）       | なし                                   |
| 第145回      | 2020年10月29日 | ラジオ               | フクロウ生ラジオ（進音企画）                                     | なし                                   |
| 第146回      | 2020年11月19日 | ラジオ／ゲストトーク | 上野貴司（日本たまごかけごはん研究所：代表理事）                 | なし                                   |
| 最終回       | 2020年12月3日  | スペシャル           | 4年分のありがとう、フクロウ卒業式                                | なし                                   |

## 音楽

### オープニング
- And Tonight / 進音（2016年12月～2月）
- So beautiful / 進音（2019年4月～）

### エンディング
- milestone / ALA（2017年7月～）